# Стран, Оуэн
Оуэн Стран (англ. Owen Strachan, род. 1981) — американский кальвинистский теолог. Он является ректором теологической семинарии «Грейс Библ» в Арканзасе и стал старшим директором Культурного центра Добсона в июне 2024 года. Он является ректором теологической семинарии «Грейс Библ» в Арканзасе и стал старшим директором Культурного центра Добсона в июне 2024 года. 
Стран учился в Боудин-колледже, Южной баптистской теологической семинарии и Евангелической богословской школе Троицы. Ранее он преподавал в Среднезападной баптистской теологической семинарии и был президентом Совета по библейской мужественности и женственности с 2014 по 2016 год.
Стран является критиком как пробуждения (воук), так и христианского национализма. Его подкаст «Благодать и истина с Оуэном Страном» относится к сети подкастов Salem Podcast Network. Марк Уингфилд, писавший для Baptist News Global в 2022 году, предположил, что Стран «остаётся влиятельной личностью на самом правом фланге SBC».